# El Gritadero
El Gritadero är en ort i Mexiko.   Den ligger i kommunen Ciudad Valles och delstaten San Luis Potosí, i den centrala delen av landet, 270 km norr om huvudstaden Mexico City. El Gritadero ligger 49 meter över havet och antalet invånare är 122.
Terrängen runt El Gritadero är platt. Runt El Gritadero är det ganska tätbefolkat, med 78 invånare per kvadratkilometer. Närmaste större samhälle är Ciudad Valles, 15,3 km norr om El Gritadero. Omgivningarna runt El Gritadero är en mosaik av jordbruksmark och naturlig växtlighet.